# Dialekt pekiński
Dialekt pekiński (chiń. upr. 北京话; chiń. trad. 北京話; pinyin Běijīnghuà) – dialekt języka chińskiego, należący do tzw. języków mandaryńskich. Oparto na nim oficjalny język Chin, czyli standardowy język mandaryński. Dialekt pekiński jest używany w Pekinie i okolicach. 
Jego cechą charakterystyczną, odróżniającą go od standardowego mandaryńskiego, jest dodawanie sufiksu -儿 /-{e)r/ do wygłosu rzeczowników. Np. słowo „drzwi” w dialekcie pekińskim brzmi mer, a nie men. Z tego powodu dialekt pekiński bywa określany jako erhua (儿话), czyli mowa „r”. 